# Fonsecaiulus flavovittata
Fonsecaiulus flavovittata är en insektsart som beskrevs av Carl Stål 1859. Fonsecaiulus flavovittata ingår i släktet Fonsecaiulus och familjen dvärgstritar. Inga underarter finns listade i Catalogue of Life.